# Annals of Allergy, Asthma, & Immunology
Annals of Allergy, Asthma, & Immunology es una revista médica mensual revisada por pares que cubre aspectos relacionados con  la alergia, el asma y la inmunología. La revista se estableció en 1943 con el nombre Annals of Allergy, obteniendo su nombre actual en 1995. La revista es publicada por Elsevier en nombre del Colegio Americano de Alergia, Asma e Inmunología, del cual es la publicación oficial. El editor en jefe es Mitchell H. Grayson, MD (Nationwide Children's Hospital y The Ohio State University). Según el sitio web de la revista, la revista tiene un factor de impacto para 2021 de 6,248.

## Métricas de revista
2022
- Web of Science Group : 6.347
- Índice h de Google Scholar: 113
- Scopus: 2.783